# VAGA
VAGA (Visual Artists and Gallery Association) — организация по защите авторских прав художников и авторских коллективов, представляющая более 6000 художников по всему миру.

## Миссия
Основанная в 1976 году, VAGA была первой организацией по защите авторских прав художников и авторских коллективов и остается одной из крупнейших в этой области.
Членами организации являются начинающие и известные художники, такие как: Уэйн Тибо, Джаспер Джонс, Вик Мунис, Роберт Раушенберг, Кен Ноленд, Алекс Кац, Марисоль, Джеймс Розенквиста, Мел Рамос, Луиз Буржуа, Дэвид Саль, Леон Голуб, Дональда Джадда, Джозефа Корнелла, Стюарт Дэвис, Ларри Риверс, Джордж Сигал, Дэвид Смит, Томас Харт Бентон, Александр Родченко, Грант Вуд, Бен Шан и Максфилд Пэрриш.
По примеру ASCAP (американское Общество композиторов, авторов и издателей), VAGA занимается лицензированием прав на воспроизведение произведений издательствами, музеями, кино-производственными компаниями, аукционными домами, галереями, транснациональными корпорациями и другими пользователями искусства. Кроме того, VAGA защищает своих членов от посягательств на авторские права, консультирует по всем аспектам права интеллектуальной собственности и прав художников. VAGA представляет художников по всему миру как напрямую, так и посредством заключения соглашений с дочерними организациями в других странах. Будучи членом СИЗАК, VAGA принимает участие в разработке международных стандартов, которые регулируют использование охраняемых авторским правом произведений.

## Деятельность
VAGA получает оплату от пользователей произведений искусства, забирает себе 30 % от всей суммы на административные расходы, остаток направляет в качестве вознаграждения членам организации.
VAGA проводит работу по совершенствованию прав художников на основе консультаций с бюро по регистрациям авторских прав США и лоббирует работу по совершенствованию законодательства и права в Конгрессе США .
VAGA, наряду с другими организациями по защите авторских прав, выступает с инициативой принятия закона о введении авторских вознаграждений. Законопроект был представлен в палату представителей Джерролдом Надлером и сенаторами Тэмми Болдуин и Эд Маркей. Принятие законопроекта позволит ввести авторские вознаграждения авторам при перепродаже их работ. Автор произведения получит процент от продажи своей работы при ее перепродаже на аукционе.
В 2012 году бюро авторских прав США рассмотрело целесообразность принятия этого закона. Исполнительный директор VAGA Роберт Пензер (Robert Panzer) принял участие в дискуссиях за круглым столом, организованном бюро авторских прав США, чтобы выступить в защиту законопроекта. Результаты обсуждения склонялись к необходимости его введения в США.